# Göran Bexell (fotbollsspelare)
Göran Bexell, född 22 maj 1966, är en svensk före detta fotbollsmålvakt.
Bexell spelade för Kalmar AIK fram tills 1999 då han gick till Kalmar FF. Han var främst reservmålvakt under sin tid i KFF bakom Petter Wastå. Det blev endast en match i Superettan för Bexell.